# Peter Lindbergh
Peter Lindbergh, pseudonimo di Peter Brodbeck (Leszno, 23 novembre 1944 – Parigi, 3 settembre 2019), è stato un fotografo di moda tedesco.

## Biografia
Nato a Leszno (Reichsgau Wartheland) si trasferisce a Duisburg per studiare arte, nel 1978 si trasferisce a Parigi e si concentra sulla fotografia di moda, in quel periodo fotografa molte top model e attrici come Christy Turlington, Kate Moss, Naomi Campbell, Monica Bellucci, Linda Evangelista, Eva Herzigová, Cindy Crawford, Stephanie Seymour, Isabella Rossellini, Kate Winslet, Nastassja Kinski e Tatjana Patitz. Molti suoi lavori sono apparsi nel magazine Vogue e in riviste come Marie Claire, Interview e Harper's Bazaar. Ha pubblicato vari libri fra cui: 10 Women by Peter Lindbergh (1993) e Peter Lindbergh: Images Of Women (2004). È il fotografo dell'edizione 2009 del celebre calendario Dieux du Stade.